# Glenn Gilberti
Pour les articles homonymes, voir Disco Inferno et Gilberti.
Glenn Gilbertti (né le 12 novembre 1968) est un catcheur américain, plus connu à la World Championship Wrestling (WCW) sous le nom de ring de Disco Inferno. Il a rejoint la Total Nonstop Action Wrestling.

## Carrière

### Début
Gilberti débute dans le catch en 1991, il catche pour la première fois le 20 novembre 1991. Il catche alors sur le circuit indépendant de la Géorgie, où il remporte à la Great Championship Wrestling (GCW) plusieurs ceintures. Il a catché aussi comme jobber à la World Wrestling Federation (WWF) et à la United States Wrestling Association (USWA) en 1992.

### World Championship Wrestling (1995–2001)

#### Mid-card (1995–1996)
Gilbertti débute à la World Championship Wrestling (WCW) sous le nom de Disco Inferno. Il est habillé en tenu et disco et le danse, le public reprend alors un "Disco sucks!".
Gilbertti signe avec la WCW en 1995. Il catche surtout en Mid-card pour les shows comme Saturday Night, Main Event et WorldWide. Inferno rencontre d'autres catcheurs comme Joey Maggs et Eddie Guerrero. Le 23 janvier 1996 à Clash of the Champions, il perd face à Kevin Sullivan. Inferno fait ses débuts en pay-per-view à Slamboree 1996: Lord of the Ring dans un tag team contest où il fait équipe avec Alex Wright face à Dick Slater et Earl Robert Eaton.

#### Face push (1996–1997)
Inferno catche alors dans la cruiserweight division en 1996. Il entame une rivalité face au Cruiserweight Champion Dean Malenko mais n'arrive pas à s'emparer du titre à Bash at the Beach. A World War 3, il participe au three ring, 60 man battle royal. Inferno se blesse en 1997 et revient en septembre. Il s'attaque alors à Alex Wright, qui le singe lors de ses entrées. Disco se voit mériter un match pour le titre World Television Championship face à Wright le 22 septembre à Monday Nitro. Il perd ensuite face à Jacqueline à Halloween Havoc. Il entame une rivalité avec Perry Saturn après avoir perdu son Television title face à Saturn le 3 novembre à Nitro. Disco perd une seconde fois face à Saturn dans un match retour à World War 3, puis il réussit à battre Saturn le 8 décembre à Nitro pour son second règne Television champion. Quatre semaines plus tard, il perd sa ceinture face à Booker T.

#### Heel turn (1998–2001)
Après deux règnes en tant que Television Champion, Disco redevient jobber pour la cruiserweight division. Il bat La Parka à SuperBrawl VIII. Il forme alors une équipe avec Alex Wrigth sous le nom de Dancing Fools. Ils sont rejoints ensuite par Tokyo Magnum. A Bash at the Beach, Inferno perd face à Konnan. Inferno et Wright entament des rivalités avec The Public Enemy (Johnny Grunge et Rocco Rock), et The British Bulldog & Jim Neidhart.

#### nWo Wolfpac associate member
Inferno et Wright se séparent afin de reprendre une carrière solo. Inferno s'attaque à Juventud Guerrera et le bat à Halloween Havoc pour devenir le challenger n°1 pour le titre Cruiserweight Championship. Il catche alors face au champion Billy Kidman mais perd le  match. A World War 3, il participe au three ring, 60-man battle royal. Inferno rejoint le nWo Wolfpac de Kevin Nash. Disco est alors en rivalité avec des catcheurs comme Booker T, Konnan, Buff Bagwell et Ernest Miller (en).

#### The Mamalukes enforcer
Inferno remporte enfin le titre Cruiserweight Championship sur Psychosis le 4 octobre 1999 à Nitro. Il défend son titre face à Lash LeRoux à Halloween Havoc. Il rejoint son nouveau allié Tony Marinara. Inferno perd la ceinture Cruiserweight face à Evan Karagias à Mayhem après avoir attaqué Marinara par accident. Marinara rejoint The Mamalukes, tandis que Disco s'allit à LeRoux. A Starrcade, Disco et LeRoux perdent face à Mamalukes.

### World Wrestling All-Stars
En avril 2001, après la fermeture de la WCW, Disco rejoint la World Wrestling All-Stars.

### Total Nonstop Action Wrestling (2003–2004)

#### Sports Entertainment Xtreme (2003)
Gilbertti rejoint la Total Nonstop Action Wrestling (TNA), et catche alors sous son vrai nom. Il devient membre du Sports Entertainment Xtreme (SEX) et devient le leader. Le 7 mai 2003, il remporte l'Anarchy Battle Royal pour devenir le challenger n°1 de la ceinture NWA World Heavyweight Championship. Il rencontre le champion Jeff Jarrett mais perd le match.

#### New York Connection (2003–2004)
Après que SEX soit dissout, Gilberti forme la New York Connection (NYC) avec Simon Diamond, David Young, Johnny Swinger et Trinity. Le 26 novembre, Gilbertti fait équipe avec Diamond et Swinger dans un 6-man tag team match face 3Live Kru (Konnan, Ron Killings et B.G. James) pour le titre vacant NWA World Tag Team Championship. Après avoir commencé son écurie, Gilberti commence une équipe avec Young alors que Diamond et Swinger forment une autre équipe. En  2004, Gilbertti rejoint Swinger et font équipe à Turning Point face à Pat Kenney et Johnny B. Badd. Gilberti quitte la TNA et repart sur le circuit indépendant.

### Retour à la TNA (2007–2008)

#### Road agent
Le 18 octobre 2007 edition of Impact!, Gilbertti apparaît avec Mike Tenay sous le nom de Disco Inferno. Il perd dans un squash match face à Abyss.
Toujours en 2007, Gilbertti travaille à la TNA comme road agent. 

## Managers
- Tony Marinara
- Tygress

## Catcheur managé
- The Mamalukes (Big Vito et Johnny the Bull)

## Palmarès et accomplissements
- Great Championship Wrestling 
  - 1 fois GCW Heavyweight Championship
  - 1 fois GCW Tag Team Championship avec Johnny Swinger
  - 3 fois GCW Television Championship
  - 1 fois GCW United States Junior Heavyweight Championship

- Impact Pro Wrestling (New Zealand) 
  - Armageddon Cup (2008)

- Mid-Eastern Wrestling Federation 
  - 1 fois MEWF Heavyweight Championship

- North Georgia Wrestling Association 
  - 1 fois NGWA Tag Championship avec Ashley Clark

- Palmetto Pride Championship Wrestling 
  - 1 fois PPCW Heavyweight Championship

- Power Slam
  - PS 50 : 1998/41

- Pro Wrestling Illustrated
  - Classé 113e des 500 meilleurs catcheurs en 1997

- Swiss Wrestling Federation 
  - 1 fois SWF Heavyweight Championship

- World Championship Wrestling
  - 1 fois WCW Cruiserweight Championship
  - 1 fois WCW World Tag Team Championship avec Alex Wright
  - 2 fois WCW World Television Championship

- Wrestling Observer Newsletter awards 
  - Best Gimmick (1995)